# Minerals and Metals Group
MMG Limited, prima Minerals and Metals Group (in italiano: Gruppo Minerali e Metalli) è un'azienda mineraria con sede a Melbourne (Australia) quotata alla Borsa di Hong Kong, nata nel giugno 2009.